# Federación de Servicios Públicos
La Federación de Servicios Públicos (FSP) de UGT fue una federación de UGT dedicada a defender los derechos e intereses de los trabajadores de los servicios públicos de España. Nació en 1982 y se disolvió en 2016 al fusionarse con FETE-UGT para integrarse en la actual FeSP-UGT (Federación de Empleadas y Empleados de los Servicios Públicos de UGT).
La Federación de Servicios Públicos (FSP) de UGT, en línea con los sindicatos europeos, entendía por servicios públicos el conjunto de recursos materiales y humanos de titularidad pública y cuya misión fue la provisión de bienes y servicios a la totalidad de la sociedad, que garantizaran el ejercicio de derechos ciudadanos. Cuando se habla de titularidad pública se hace referencia a la responsabilidad pública en la regulación de los servicios, aunque se gestionen por la iniciativa privada. 
Su sede central se ubicaba en Madrid, en la avenida de América, 25, 3º planta. 

## Afiliado
¿Quién formaba parte de la Federación de Servicios Públicos (FSP) de UGT? A esta federación se podían afiliar los trabajadores de: 
1. Administración Civil del Estado, organismos autónomos, entidades gestoras y servicios comunes de la Seguridad Social, civiles de la Administración Militar, entes públicos, agencias estatales y organismos de ellas dependientes (Aeropuertos Españoles y Navegación Aérea (AENA), Agencia Tributaria, etc).
2. Organismos constitucionales y de las Cortes Generales.
3. Organismos europeos e internacionales con sede en España.
4. Administración de Justicia y los que dependan funcionalmente de la misma (procuradores registros de la propiedad, etc).
5. Administraciones autonómicas, forales y sus parlamentos, sus organismos autónomos y cualquier otro tipo de organismo dependiente de ellas.
6. Administraciones locales, diputaciones provinciales, cabildos insulares y cualquier tipo de organismo y entidad dependiente de ellas.
7. Limpieza viaria, recogida de residuos y basuras urbanas (residuos sólidos urbanos y limpieza viaria), así como a los de las empresas contratistas de servicios de mantenimiento urbano.
8. Empresas de gestión privada de los servicios de titularidad pública.
9. Sanidad pública y privada, residencias geriátricas, trabajadores de empresas de ambulancias y centros de atención y/o rehabilitación especializados: comercialización de productos farmacéuticos y sanitarios y pompas fúnebres.
10. Sociedad Anónima Estatal de Correos y Telégrafos SA, Organismo Regulador Postal y resto de servicios y actividades relacionadas con el ámbito del sector postal.
11. Organizaciones No Gubernamentales (ONG), fundaciones y asociaciones sin ánimo de lucro que desarrollen su actividad como servicios públicos a la sociedad.
12. en definitiva, cualquier ente o empresa de gestión indirecta al servicio público, que existan o puedan existir, cualquiera que sea su modalidad, y que tengan o no relación con los presupuestos generales de cualquiera de las Administraciones Públicas.

## Historia
La Federación de Servicios Públicos (FSP) de UGT se creó el seis de junio de 1982. Ese día la Federación de Trabajadores de la Administración Pública, el Sindicato de Trabajadores de Sanidad y el Sindicato de Correos se unieron en un proyecto común, un sindicato que reuniese a todos los empleados públicos: la Federación de Servicios Públicos (FSP) de UGT. La FSP-UGT se disolvió en mayo de 2016, cuando al fusionarse con FETE-UGT ambas federaciones pasaron a estar integradas en la denominada Federación de Empleadas y Empleados de los servicios públicos de UGT.

## Orientación y Organización
La Federación de Servicios Públicos (FSP) de UGT fue una organización de trabajadores integrada en UGT y, como ésta, es de inspiración socialista, libre, autónoma e internacionalista. 
Autónoma, pues sólo los afiliados, a través de los diferentes cauces democráticos previstos rigen el destino de la Federación de Servicios Públicos (FSP) de UGT. Es un sindicato independiente del Estado, del Gobierno, de las diferentes confesiones religiosas, de los partidos políticos y de las patronales públicas y privadas. 
Internacionalista ya que la Federación de Servicios Públicos (FSP) de UGT está afiliada a la Internacional de Servicios Públicos (ISP) a la Federación Europea de Servicios Públicos (FESP) y a la Unión Network International (UNI), como  la mejor fórmula para defender a los trabajadores. 
La FSP-UGT se articuló profesionalmente en los denominados sectores estatales que, a su vez, se dividían en sindicatos. 
Los sectores de la Federación de Servicios Públicos (FSP) de UGT eran las áreas de actividad sobre las que se vertebra la negociación colectiva y la acción sindical del sindicato. 
Los sectores eran: 
- Administración General del Estado
- Salud y Servicios Sociosanitarios
- Sector Postal
- Sector de la Administración Autonómica
- Sector de la Administración Local
- Sector de Servicios a la Comunidad

La Federación de Servicios Públicos (FSP) de UGT estaba organizada territorialmente en federaciones de comunidad autónoma. Éstas, al tiempo, pueden formar federaciones provinciales, insulares o sindicatos comarcales. 

## Órganos de la Federación
La Federación de Servicios Públicos (FSP) de UGT se dotó de distintos órganos de dirección y representación para ejercer la democracia interna y poder defender los derechos de los empleados públicos de forma eficiente.

### Congreso Federal
El Congreso es el órgano supremo de la federación. Ser reúne de forma ordinaria cada cuatro años y a él asisten delegados de todas las federaciones de comunidad autónoma, Ceuta, Melilla y la Federación del Exterior. En el Congreso se definen los principios organizativos y las líneas sindicales y políticas que debe desarrollar la Federación de Servicios Públicos (FSP) de UGT. También elige a la Comisión Ejecutiva Federal y a los miembros de la Comisión de Garantías y la Comisión de Control.
Durante el periodo entre congresos, el sindicato celebra varios comités federales con el objetivo de velar por las políticas que desarrolla la federación, dentro de la línea que han marcado las resoluciones del Congreso.

### Comité Federal
El Comité es el máximo órgano de control entre congresos. Se convoca una vez al año de forma ordinaria. A mitad del mandato se celebra un Comité de Gestión, para analizar y decidir sobre la gestión que está desarrollando la Comisión Ejecutiva Federal. 

### Comisión Ejecutiva Federal
La Comisión Ejecutiva es el órgano de dirección permanente de la Federación de Servicios públicos (FSP) de UGT. Está encargado de aplicar y dirigir la política de la Federación de Servicios Públicos (FSP) de UGT. La Comisión Ejecutiva está formada por la secretaría general, cinco secretarías genéricas y cuatro que representan a los sectores de actividad. La Comisión Ejecutiva Federal es elegida por el Congreso federal. 
- La última ejecutiva elegida en el 9.º Congreso Federal de la Federación de Servicios Públicos (FSP) de UGT en el año 2013 estuvo compuesta por los siguientes miembros: 
- Secretario General: Julio Lacuerda Castelló
- Secretario de Organización: Rafael Espartero García
- Secretario de Administración y Finanzas: Manuel Mora Moreno
- Secretario de Formación: Sebastián Pacheco Cortés
- Secretaria de Mujer e Igualdad: Rosa Guerra Curado
- Secretaria de Acción Sindical: María del Carmen Barrera Chamorro
- Secretario de Administración Local, Autonómica y Servicios a la Comunidad:  Joana Mor
- Secretaría del Sector de la Administración General del Estado: Carlos Javier Álvarez Andújar
- Secretaria de Sanidad y Servicios Socio-sanitarios: Pilar Navarro Barrios
- Secretario del Sector Postal: José Manuel Sayagués Román

### Otros Órganos
La Federación contaba con varios órganos consultivos, el más relevante era el Consejo Federal. Se trata de un órgano consultivo, cuya función es analizar y asesorar a la Comisión Ejecutiva Federal. Está compuesto por los secretarios y secretarias generales de las federaciones de comunidad autónoma, Ceuta, Melilla y la Federación del Exterior. 
La Federación de Servicios Públicos (FSP) de UGT  tenía además, otros instrumentos como  una Comisión de Garantías, que velaba por los derechos de todos los afiliados y una Comisión de Control Económico, encargada de ejercer una vigilancia sobre las cuentas de la Federación de Servicios Públicos (FSP) de UGT .

## Federaciones de Comunidad Autónoma
La Federación de Servicios Públicos (FSP) de UGT  estaba implantada en todo el territorio de España a través de las distintas federaciones de Comunidad Autónoma y en el extranjero a través de la Federación de Servicios Públicos (FSP) de UGT del Exterior.
- Página oficial de la FePS-UGT
- Unión General de Trabajadores
- http://www.map.es/

- Datos: Q5857435